# 大幸南
大幸南（だいこうみなみ）は、愛知県名古屋市東区の地名。現行行政地名は大幸南一丁目及び大幸南二丁目。住居表示実施。

## 地理
名古屋市東区東部に位置する。東は砂田橋一丁目・千種区、西は矢田南三丁目・矢田南四丁目、南は千種区・前浪町、北は大幸に接する。

## 歴史

### 町名の由来
大幸の南側に位置することによる。

### 沿革
- 1984年（昭和59年）1月15日 - 東区大幸南一丁目が千種区萱場町の全域および東区鍋屋上野町・矢田町・大幸町の各一部により、東区大幸南二丁目が同区鍋屋上野町の一部によりそれぞれ成立する[1]。

## 世帯数と人口
2019年（平成31年）2月1日現在の世帯数と人口は以下の通りである。
| 丁目         | 世帯数  | 人口    |
| ------------ | ------- | ------- |
| 大幸南一丁目 | 276世帯 | 353人   |
| 大幸南二丁目 | 335世帯 | 714人   |
| 計           | 611世帯 | 1,067人 |

### 人口の変遷
国勢調査による人口の推移
| 2000年（平成12年） | 1,434人 | [ WEB 6 ] |  |
| 2005年（平成17年） | 1,349人 | [ WEB 7 ] |  |
| 2010年（平成22年） | 1,253人 | [ WEB 8 ] |  |
| 2015年（平成27年） | 1,260人 | [ WEB 9 ] |  |

## 学区
市立小・中学校に通う場合、学校等は以下の通りとなる。また、公立高等学校に通う場合、学区は以下の通りとなる。
| 丁目         | 番・番地等 | 小学校               | 中学校               | 高等学校 |
| ------------ | ---------- | -------------------- | -------------------- | -------- |
| 大幸南一丁目 | 全域       | 名古屋市立矢田小学校 | 名古屋市立矢田中学校 | 尾張学区 |
| 大幸南二丁目 | 全域       | 名古屋市立矢田小学校 | 名古屋市立矢田中学校 | 尾張学区 |

## 施設

### 大幸南一丁目
- ナゴヤドーム
  - 名古屋市営地下鉄大幸車庫
- カルポート東
  - 名古屋市東図書館
  - 名古屋市東スポーツセンター
  - 名古屋市東文化小劇場
- 三菱電機メカトロニクスエンジニアリング
- 名古屋大学大幸キャンパス
  - 名古屋大学大幸医療センター（廃止）[2]
  - 名古屋大学医療技術短期大学部（廃止）[2]
- 愛知教育大学附属名古屋小学校[2]
- 愛知教育大学附属名古屋中学校[2]
- 愛知教育大学附属幼稚園[2]
- 名古屋市立矢田中学校[2]

### 大幸南二丁目
- 至学館高等学校[2]
- 鍋屋上野公園[2]
- 大幸球場（廃止）

## 交通
- 愛知県道30号関田名古屋線

## その他

### 日本郵便
- 郵便番号 : 461-0047[WEB 3]（集配局：名古屋東郵便局[WEB 12]）。

### WEB
1. 1 2  “愛知県名古屋市東区の町丁・字一覧”.   人口統計ラボ. 2017年10月7日閲覧。
2. 1 2  “町・丁目(大字)別、年齢(10歳階級)別公簿人口(全市・区別)”.   名古屋市 (2019年2月20日). 2019年3月10日閲覧。
3. 1 2  “郵便番号”.  日本郵便. 2019年3月17日閲覧。
4. ↑  “市外局番の一覧”.   総務省. 2019年1月6日閲覧。
5. ↑  名古屋市役所市民経済局地域振興部住民課町名表示係 (2017年3月15日). “東区の町名一覧”.   名古屋市. 2017年10月7日閲覧。
6. ↑  名古屋市役所総務局企画部統計課統計係 (2005年7月1日). “（刊行物）名古屋の町(大字)・丁目別人口 (平成12年国勢調査) 東区” (xls). 2017年10月8日閲覧。
7. ↑  名古屋市役所総務局企画部統計課統計係 (2007年6月29日). “平成17年国勢調査　名古屋の町(大字)別・年齢別人口 東区” (xls). 2017年10月8日閲覧。
8. ↑  名古屋市役所総務局企画部統計課統計係 (2012年6月29日). “平成22年国勢調査　名古屋の町(大字)別・年齢別人口 東区” (xls). 2017年10月8日閲覧。
9. ↑  名古屋市役所総務局企画部統計課統計係 (2017年7月7日). “平成27年国勢調査　名古屋の町(大字)別・年齢別人口” (xls). 2017年10月8日閲覧。
10. ↑  “市立小・中学校の通学区域一覧”.   名古屋市 (2018年11月10日). 2019年1月14日閲覧。
11. ↑  “平成29年度以降の愛知県公立高等学校（全日制課程）入学者選抜における通学区域並びに群及びグループ分け案について”.   愛知県教育委員会 (2015年2月16日). 2019年1月14日閲覧。
12. ↑  郵便番号簿 平成29年度版 - 日本郵便. 2019年03月10日閲覧 (PDF)

### 書籍
1. 1 2  名古屋市計画局 1992, p. 743.
2. 1 2 3 4 5 6 7 8 9 10  「角川日本地名大辞典」編纂委員会 1989, p. 1513.
3. ↑  名古屋市計画局 1992, p. 146.